# Frank London
Frank London (New York, 1958) è un compositore e trombettista statunitense.
È inoltre uno tra i più importanti musicisti in attività degli Stati Uniti riguardo alla musica klezmer. Suona anche altri strumenti come ad esempio la tastiera.

## Educazione
London riceve un'educazione musicale incentrata soprattutto su quella Afro-Americana al New England Conservatory nel 1980

## Progetti
London è molto conosciuto nel suo ruolo di trombettista nella band di New York i The Klezmatics. È anche membro della Hasidic New Wave ed è il leader della Frank London's Klezmer Brass Allstars. È stato il cofondatore della "Les Miserables Brass Band" e della "Klezmer Conservatory Band"

## Registrazioni
London ha inciso più di 200 dischi. Tra le sue registrazioni queste sono le più importanti :
Frank London:
- Invocations
- Hazonos

Frank London con Lorin Sklamberg
- Nigunim
- The Zmiros Project

Frank London's Klezmer Brass Allstars:
- Di Shikere Kapelye
- Brotherhood of Brass
- "Carnival Conspiracy"

The Shekhina Big Band:
- The Shekhina Big Band

Musica da film e teatro:
- The Debt

Colonne sonore:
- The Shvitz
- Divan (film di Pearl Gluck)

Hasidic New Wave:
- "Jews & The Abstract Truth"
- "Psycho-Semitic"
- "Kabalogy"
- "Live In Krakow"
- "From The Belly of Abraham"

## Composizioni
London ha composto molta musica per il teatro, la danza e il cinema. Alcuni tra i suoi lavori più importanti si citano l'opera folk A Night in the Old Marketplace, Davenen The Memoirs of Gluckel of Hameln.
Ha anche composto musica da film, incluso Fratello da un altro pianeta (1984) di John Sayles e Men With Guns (1997). Poi Murder and Murder di Yvonne Rainer e altri.

## Altre attività
Ha partecipato alla colonna sonora di "Sex and the City" della HBO, al North Sea Jazz Festival e al Lincoln Center Summer Festival.